# JUNCTION (HOUND DOGの曲)
「JUNCTION」（ジャンクション）は、HOUND DOGの1998年の音楽シングル。

## 内容
アルバム『BABY UNIVERSE』先行シングルおよびROMANTIC MODEのジョー・リノイエとの2度目の共同プロデュースを行った本作は大友康平が出演したキッコーマン「焼肉貴族 TRIANGLE」「焼肉行動派 Indigo」コマーシャル・ソング。

## 収録曲
1. JUNCTION
作詞：大友康平・Joe Rinoie　作曲：Joe Rinoie　編曲：Joe Rinoie・鈴川真樹
2. 太陽に向かって
作詞：大友康平・松井五郎　作曲：八島順一　編曲：Joe Rinoie・鈴川真樹
3. JUNCTION (inst.)